# Cemal Gürsel
Cemal Gürsel (ur. 13 października 1895 w Erzurum, zm. 14 września 1966 w Ankarze) – turecki generał i polityk, prezydent Turcji (1961–1966).
W latach 1921–1922 u boku Atatürka brał udział w wojnie grecko-tureckiej, co zapoczątkowało jego karierę wojskową i polityczną. W 1958 został dowódcą tureckich wojsk lądowych, 27 maja 1960 stanął na czele puczu wojskowego, w którym obalił rządy premiera Adnana Menderesa, skazanego następnie na śmierć i straconego. Założył Komitet Jedności Narodowej i został jego szefem (do 26 października 1961), pełnił jednocześnie funkcje tymczasowego prezydenta, premiera i ministra obrony, następnie został wybrany na prezydenta; urząd sprawował do 28 marca 1966, gdy zrezygnował z powodu ciężkiej choroby. W 1962 przyczynił się do ogłoszenia nowej konstytucji Turcji wprowadzającej pewne demokratyczne elementy.